# Brachylophus

Brachylophus је род из фамилије игуана, који обухвата четири савремене врсте гуштера ендемичне за острва Фиџија , као и дивовске изумрле врсте с острва Тонга, у југозападном Тихом океану . 

## Класификација
Врсте овог рода су географски најизолованије игуане света и тиме представљају биогеографску загонетку. Њима сродни родови из фамилије  присутни су превасходно у тропским регионима Америке и на острвима Галапагос, Мали и Велики Антили. 

### Савремене врсте
Постоје четири саврмене врсте: 
| Слика | Научно име             | Распрострањење                                             |
| ----- | ---------------------- | ---------------------------------------------------------- |
|       | Brachylophus bulabula  | северозападна фиџијска острва (Овалау, Кадаву и Вити Леву) |
|       | Brachylophus fasciatus | Источна фиџијска острва                                    |
|       | Brachylophus gau       | острво Гау                                                 |
|       | Brachylophus vitiensis | северозападна фиџијска острва                              |